# Amblyrhethus
Amblyrhethus is een geslacht van rechtvleugeligen uit de familie krekels (Gryllidae). De wetenschappelijke naam van dit geslacht is voor het eerst geldig gepubliceerd in 1906 door Kirby.

## Soorten
Het geslacht Amblyrhethus omvat de volgende soorten:
- Amblyrhethus brevipes Saussure, 1878
- Amblyrhethus capitatus Saussure, 1878
- Amblyrhethus depressus Saussure, 1878
- Amblyrhethus manni Rehn, 1917
- Amblyrhethus natalensis Rehn, 1917
- Amblyrhethus nodifer Chopard, 1956
- Amblyrhethus ponderosus Hebard, 1928